# Ле Презе (Фермо)
Ле Презе (итал. Le Prese) насеље је у Италији у округу Фермо, региону Марке.
Према процени из 2011. у насељу је живело 213 становника. Насеље се налази на надморској висини од 136 м.